# Tobidase! Bacchiri
Tobidase! Bacchiri (яп. とびだせ! バッチリ Малыш-детектив) — японский чёрно-белый аниме-сериал, выпущенный студией Nihon Hoso Eigasha. Транслировался впервые в Японии с 14 ноября 1966 года по 15 апреля 1967 года. Всего выпущены 134 серии аниме. Сериал также транслировался на территории Италии с итальянским дубляжом.

## Сюжет
Сюжет разворачивается вокруг молодого и умного детектива по имени Баттири, который самыми разными способами выслеживает преступников и прочих злоумышленников.

## Роли озвучивали
- Дзёдзи Янами — Гаппори
- Кина Айкава — офицер Тибису/Роба
- Мидори Като — Бэнко
- Сумико Сиракава — Баттири